# Maximilian von Pitner
Maximilian svobodný pán von Pitner (německy Maximilian Franz Ferdinand Freiherr von Pitner) (16. prosince 1833 Štýrský Hradec – 21. října 1911 Štýrský Hradec) byl rakousko-uherský admirál. U c. k. námořnictva sloužil od roku 1848 a jako nižší důstojník se vyznamenal v několika námořních válkách. Absolvoval cestu kolem světa a řadu let působil ve Vídni v námořní sekci ministerstva války. Svou kariéru završil jako dlouholetý velitel námořní základny v Pule (1886–1898), v roce 1898 byl penzionován v hodnosti admirála. 

## Biografie

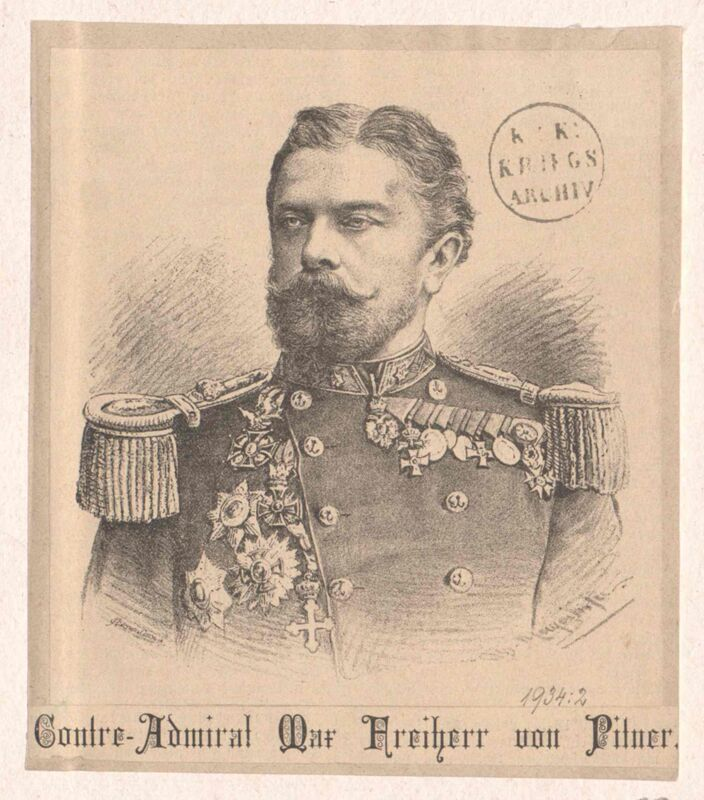
Kontradmirál Maximilian von Pitner

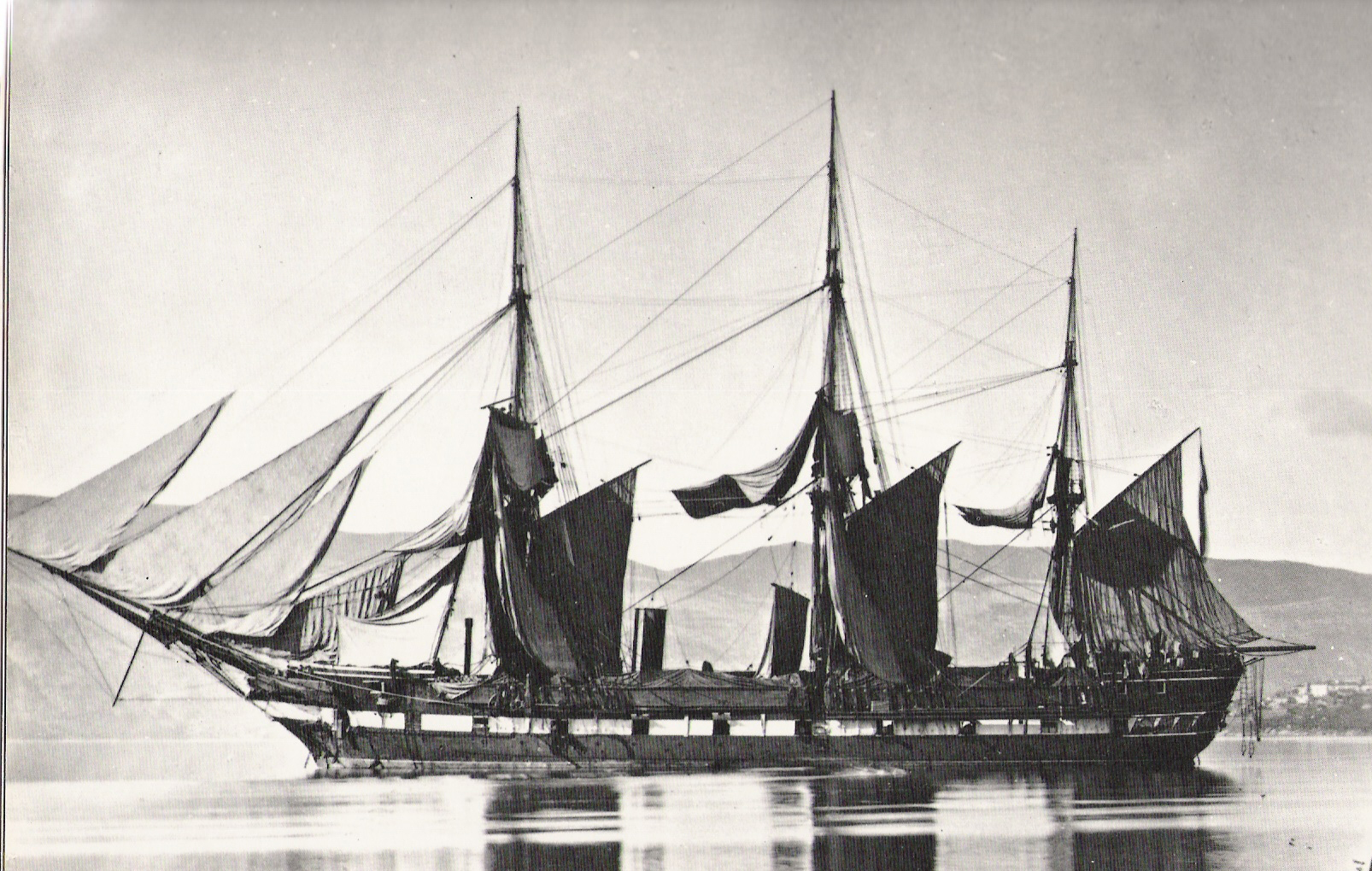
Korveta SMS Erzherzog Friedrich, s níž Pitner absolvoval cestu kolem světa (1868–1871)

Byl synem lékaře Ferdinanda Pitnera (1808–1877), osobního chirurga vévodkyně z Berry. Maximilian v roce 1845 nastoupil ke studiu na námořní škole v Benátkách, v revolučním roce 1848 bez dokončeného vzdělání vstoupil jako provizorní kadet k námořnictvu. Během revolučních bojů v Itálii se zúčastnil blokády Benátek a bombardování Ancony. V letech 1849–1850 na parníku Marianna absolvoval cestu po zemích Středomoří (Řecko, Malta, Tunis) a v roce 1851 byl povýšen na praporčíka. Pokud nesloužil na lodi, pobýval v Terstu, Benátkách nebo Dubrovníku. Kromě válečného námořnictva sloužil jako nižší důstojník také v civilní a obchodní dopravě. V roce 1856 byl jmenován poručíkem a dostal pod velení menší plavidla. 
V roce 1861 byl povýšen na fregatního kapitána a vyznamenal se v dánsko-německé válce (1864), kam byl vyslán rakouský námořní kontingent. Jako velitel řadové lodi SMS Kaiser byl pobočníkem admirála Wüllerstorfa a vyznamenal se při okupaci ostrovů Sylt a Föhr. V roce 1865 byl přidělen k válečnému přístavu v Terstu a v další válce s Itálií (1866) vynikl jako velitel fregaty Donau svými manévry v bitvě u Visu. Poté byl v letech 1866–1868 pobočníkem arcivévody Leopolda, generálního inspektora námořnictva.
V letech 1868–1871 se jako velitel korvety Erzherzog Friedrich zúčastnil několikaleté expedice admirála Petze na Dálný východ a do jižní Ameriky. Během této cesty proslul jako vynikajicí navigátor a v roce 1870 byl povýšen na kapitána řadové lodi (Linien-Schiffs-Capitän). Po návratu do Evropy působil v letech 1871–1883 ve Vídni jako přednosta prezidiální kanceláře námořní sekce na ministerstvu války.
K datu 1. listopadu 1882 byl povýšen do hodnosti kontradmirála a v letech 1883–1885 byl velitelem 1. eskadry. V letech 1885–1886 zastával funkci prezidenta Námořního technického výboru a svou kariéru završil jako dlouholetý velitel válečného přístavu v Pule (1886–1898). K datu 1. listopadu 1889 byl povýšen do hodnosti viceadmirála a nakonec dosáhl hodnosti admirála (1. dubna 1898). Téhož roku byl ke dni 1. srpna 1898 penzionován.
Zemřel ve Štýrském Hradci 21. října 1911 ve věku 77 let a byl pohřben v rodinné hrobce na hřbitově St Leonhard. 

## Rodina
V roce 1861 se v Terstu oženil s Mathildou Sandriniovou (1838–1915). Měli spolu tři děti, z nichž jedna dcera zemřela v dětství. Syn Karl Hektor (1863–1946) byl c. k. tajným radou, sekčním šéfem na ministerstvu financí a nakonec prezidentem Zemské banky v Bosně a Hercegovině. Mladší syn Siegfried (1865–1945) sloužil nejprve u námořnictva, později byl diplomatem a dlouholetým generálním konzulem ve Vratislavi.

## Tituly a ocenění

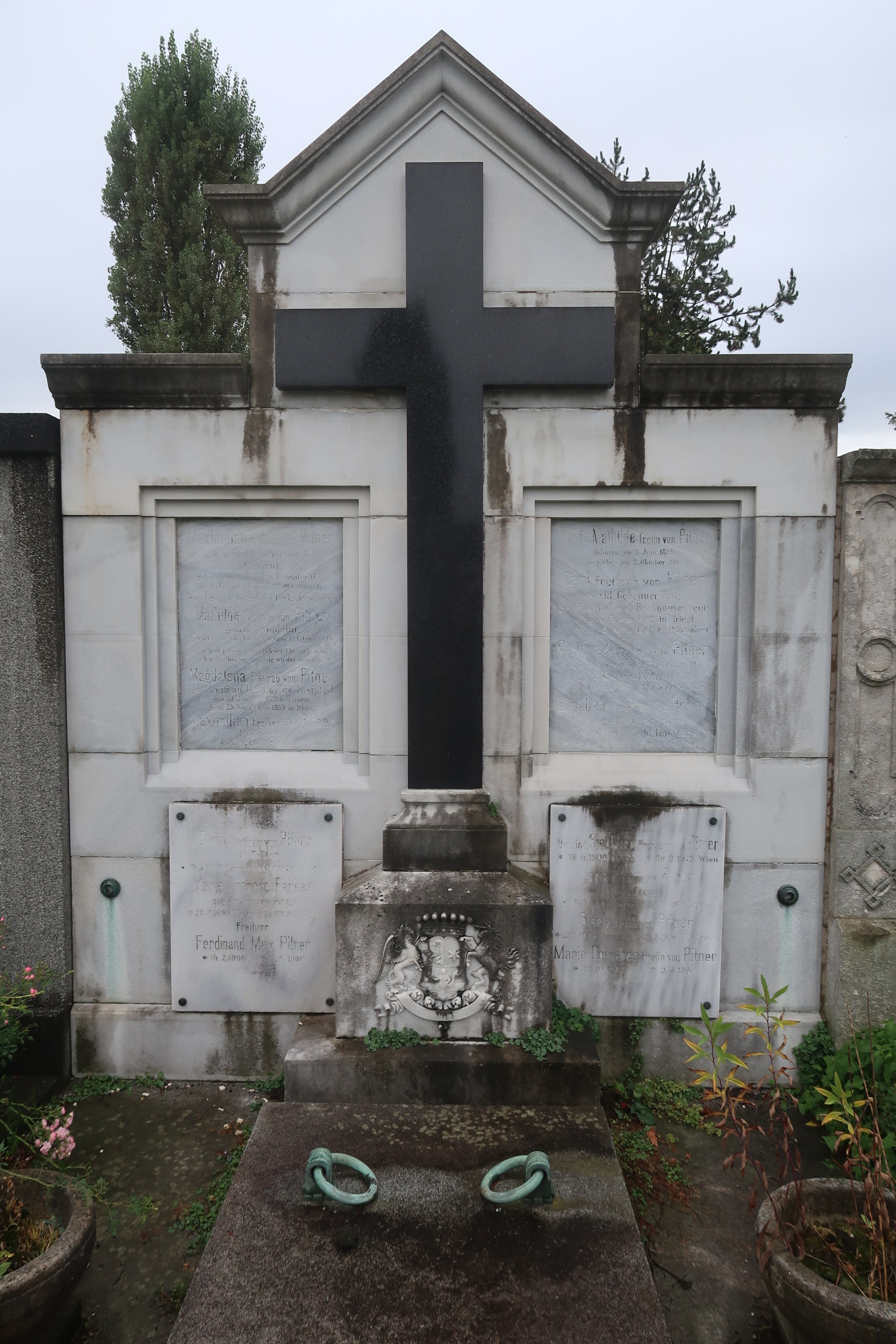
Hrobka rodiny admirála Maximiliana Pitnera na hřbitově St Leonhard ve Štýrském Hradci

Za zásluhy ve válce s Itálii byl v roce 1867 povýšen do šlechtického stavu s titulem rytíř. V roce 1884 byl povýšen do stavu svobodných pánů (diplom vystaven ve Vídni 11. února 1884). Jako velitel námořní základny v Pule obdržel v roce 1894 titul c. k. tajného rady s nárokem na oslovení Excelence. Během služby u námořnictva získal řadu vyznamenání v Rakousku-Uhersku i v zahraničí.

### Rakousko-Uhersko
- Válečná pamětní medaile (1864)
- rytířský kříž Leopoldova řádu s válečnou dekorací (1866)
- Služební odznak pro důstojníky III. třídy (1867)
- Válečná medaile (1873)
- komturský kříž Řádu Františka Josefa (1879)
- Řád železné koruny II. třídy (1882)
- Služební odznak pro důstojníky II. třídy (1888)
- velkokříž Řádu Františka Josefa (1898)
- Jubilejní pamětní medaile (1898)
- Služební odznak pro důstojníky I. třídy (1898)
- Vojenský jubilejní kříž (1908)

### Zahraničí
- komandérský kříž Řádu Guadalupe (1867, Mexiko)
- komandérský kříž Řádu Spasitele (1872, Řecko)
- Řád svaté Anny II. třídy (1873, Rusko)
- Řád siamské koruny II. třídy (1873, Siamské království)
- komandérský kříž Řádu sv. Mořice a sv. Lazara (1875, Itálie)
- Řád knížete Danila I. II. třídy (1883, Černá Hora)
- důstojník Řádu čestné legie (1883, Francie)
- Řád Medžidie II. třídy (1883, Osmanská říše)
- Řád červené orlice II. třídy (1889, Německo)
- Řád pruské koruny I. třídy (1894, Německo)
- velkokříž Řádu rumunské koruny (1896, Rumunsko)
- Řád svaté Anny I. třídy (1898, Rusko)